# Nu vill jag bryta upp
Nu vill jag bryta upp är en kristen psalm. Texten är skriven av Johan Olof Wallin.

## Publicerad i
- 1819 års psalmbok, som nummer 473 under rubriken "Med avseende på de yttersta tingen: En trogen själs glädje att skiljas hädan".
- Den svenska psalmboken 1937, som nummer 557 under rubriken "H. De yttersta tingen: 2. Det kristna hoppet inför döden".